# Hector Maison
Hector José Maison est un footballeur argentin né le 20 avril 1936 à La Plata (Argentine). Il a évolué comme milieu de terrain à Nice et Lyon dans les années 1960. 1,65 m pour 65 kg.

## Carrière de joueur
- avant 1961: Club Atletico Tigres Buenos Aires  Argentine
- 1961-1966: OGC Nice  France (144 matchs, 18 buts)
- 1966-1969: Olympique lyonnais  France (90 matchs, 7 buts)
- 1969-1971: AS Béziers  France (22 matchs, 1 but)

## Palmarès
- Vainqueur de la Coupe de France, le 21 mai  1967 avec l'Olympique lyonnais[1]. Lors de cette finale, remportée 3 buts à 1 contre le F.C. Sochaux,  un ballon envoyé par Hector Maison en touche dans la tribune officielle,,  est renvoyé sur le terrain par le Général de Gaulle lui-même (2).